# Patrick Wormald
Pour les articles homonymes, voir Wormald.
Patrick Wormald est un historien britannique né le 9 juillet 1947 à Neston, dans le Cheshire, et mort le 29 septembre 2004 à Oxford. Ses domaines de spécialité sont la période anglo-saxonne de l'histoire de l'Angleterre et l'histoire du droit.

## Biographie
Charles Patrick Wormald étudie à Eton et au Balliol College de l'université d'Oxford, où il suit les cours de Maurice Keen et Michael Wallace-Hadrill. Il obtient son diplôme en histoire moderne en 1969. Il décroche une bourse de recherches du All Souls College la même année et entame un doctorat sur le droit anglo-saxon sous la direction de Wallace-Hadrill, qu'il ne termine pas.
Wormald devient lecteur en histoire médiévale à l'université de Glasgow en 1974. Durant son séjour en Écosse, il rencontre son épouse, Jenny Brown, elle aussi historienne. Ils ont deux fils. En 1989, il retourne à Oxford, d'abord comme lecteur, puis comme professeur d'histoire moderne à Christ Church à partir de 1990. C'est durant cette période que paraît le premier volume de The Making of English Law, généralement considéré comme l'œuvre majeure de sa carrière. Les dernières années de sa vie sont assombries par la dépression et l'alcoolisme. Il est contraint de prendre sa retraite en 2001, et divorce la même année. La maladie alcoolique du foie l'emporte en 2004, à l'âge de 57 ans.

## Quelques publications
- 1982 : The Anglo-Saxons, éd. James Campbell (trois chapitres)
- 1999 : Legal Culture in the Early Medieval West: Law as Text, Image and Experience (recueil d'articles)
- 1999 : The Making of English Law: King Alfred to the Twelfth Century, Vol. 1: Legislation and Its Limits
- 2006 : The Times of Bede: Studies in Early English Christian Society and its Historian (recueil d'articles, édité par Stephen Baxter (en))